# Ius murmurandi
La locuzione latina ius murmurandi, tradotta letteralmente, significa diritto di mormorare (nel senso di "mugugnare"). Si contrappone, spesso con intenti umoristici o polemici, al diritto di parola, con il comune sottinteso che ove quello sia soppresso, possa sopravvivergli almeno una sorta di diritto di mugugno.
La contrapposizione si spiega più propriamente opponendo la libertà di manifestare pubblicamente il proprio pensiero alla possibilità di esprimere almeno privatamente un senso critico (in genere contro l'élite dominante), quale residua libertà concettuale lasciata all'individuo.
Vi sono però casi in cui anche la libertà di esprimersi privatamente con franchezza viene limitata da cause particolari, ad esempio il controllo effettuato da uno stato totalitario con i mezzi più disparati, dallo spionaggio allo sfruttamento della delazione. Fu in qualche modo anche il caso dell'Italia fascista, nella quale l'OVRA ricercava eventuali antifascisti spiando le famiglie; in molti casi, semplici affermazioni spiritose, satiriche o polemiche espresse ad amici o familiari diedero origine a severe procedure di controllo degli interessati. Lo ius murmurandi era quindi in questi casi represso di fatto dal timore delle possibili conseguenze, sebbene fosse ben noto (in primo luogo allo stesso Mussolini) che in Italia sarebbe stato insopprimibile.
In un altro significato, a questo titolo si esprime la propria disapprovazione, l'avversione al regime, non già con espressioni palesi, bensì con allusioni, doppi sensi, battute acide e barzellette satiriche sussurrate ad amici di provata fede. Esempi si trovano nel soprannome di Italo Balbo quando era governatore della Libia, detto Sciupone l'Africano, e nei mille e mille motteggi (taluni di memorabile finezza) di cui fu destinatario Achille Starace.